# Dancing at the Blue Iguana
Dancing at the Blue Iguana è un film del 2000 diretto da Michael Radford.

## Trama
Il Blue Iguana è uno strip club della periferia di Los Angeles dove ogni notte si esibiscono Angel, Jo, Jessie, Jasmine e Nico.
Ognuna di queste ragazze ha una storia alle spalle e una vita e dei desideri al di fuori del locale in cui lavora. Le loro gelosie e le loro speranze si intrecciano e si scontrano e, mentre la musica e lo spettacolo proseguono imperterriti, le loro vite vengono sconvolte nel volgere di una settimana.